# Sci di fondo ai XXI Giochi olimpici invernali - 15 km maschile
Nello sci di fondo ai XXI Giochi olimpici invernali la 15 km maschile si disputò in tecnica libera il 15 febbraio 2010 dalle ore 12:30 sul percorso che si snodava nel Whistler Olympic Park con un dislivello massimo di 85 m; presero parte alla competizione 95 atleti, ognuno dei quali partì distanziato di un intervallo di 30 secondi dal fondista che lo precedeva.
Detentore del titolo era l'estone Andrus Veerpalu, vincitore a Torino 2006 dove la competizione si era corsa in tecnica classica.

## Classifica
| Posizione | Atleta                | Nazione    | Tempo   | Distacco |
| --------- | --------------------- | ---------- | ------- | -------- |
| 1         | Dario Cologna         | Svizzera   | 33'36"3 |          |
| 2         | Pietro Piller Cottrer | Italia     | 34'00"9 | +24"6    |
| 3         | Lukáš Bauer           | Rep. Ceca  | 34'12"0 | +35"7    |
| 4         | Marcus Hellner        | Svezia     | 34'13"5 | +37"2    |
| 5         | Vincent Vittoz        | Francia    | 34'16"2 | +39"9    |
| 6         | Maurice Manificat     | Francia    | 34'27"4 | +51"1    |
| 7         | Tobias Angerer        | Germania   | 34'28"5 | +52"2    |
| 8         | Ivan Babikov          | Canada     | 34'30"0 | +53"7    |
| 9         | Maksim Vylegžanin     | Russia     | 34'31"6 | +55"3    |
| 10        | Giorgio Di Centa      | Italia     | 34'36"2 | +59"9    |
| 11        | Johan Olsson          | Svezia     | 34'39"3 | +1'03"0  |
| 12        | Toni Livers           | Svizzera   | 34'43"3 | +1'07"0  |
| 13        | Ville Nousiainen      | Finlandia  | 34'45"5 | +1'09"2  |
| 14        | Aleksej Poltoranin    | Kazakistan | 34'50"5 | +1'14"2  |
| 15        | Remo Fischer          | Svizzera   | 34'51"1 | +1'14"8  |
| 15        | Aleksandr Legkov      | Russia     | 34'51"1 | +1'14"8  |
| 17        | Curdin Perl           | Svizzera   | 34'51"8 | +1'15"5  |
| 18        | Martin Koukal         | Rep. Ceca  | 34'53"5 | +1'17"2  |
| 19        | Valerio Checchi       | Italia     | 34'53"7 | +1'17"4  |
| 20        | Emmanuel Jonnier      | Francia    | 34'55"1 | +1'18"8  |
| 21        | Alex Harvey           | Canada     | 34'55"6 | +1'19"3  |
| 22        | Daniel Richardsson    | Svezia     | 34'58"7 | +1'22"4  |
| 23        | Martin Bajčičák       | Slovacchia | 34'59"3 | +1'23"0  |
| 24        | Thomas Moriggl        | Italia     | 34'59"9 | +1'23"6  |
| 25        | Anders Södergren      | Svezia     | 35'01"2 | +1'24"9  |
| 26        | Pëtr Sedov            | Russia     | 35'06"2 | +1'29"9  |
| 27        | Teemu Kattilakoski    | Finlandia  | 35'06"8 | +1'30"5  |
| 28        | Tord Asle Gjerdalen   | Norvegia   | 35'10"5 | +1'34"2  |
| 29        | George Grey           | Canada     | 35'13"0 | +1'36"7  |
|           | Martin Jakš           | Rep. Ceca  | 35'13"0 | +1'36"7  |